# Trioza myohyangi
Trioza myohyangi är en insektsart som beskrevs av Jan Klimaszewski 1968. Trioza myohyangi ingår i släktet Trioza och familjen spetsbladloppor. Inga underarter finns listade i Catalogue of Life.